# Gøran Johannessen
Gøran Søgard Johannessen (født 26. april 1994 i Stavanger, Norge) er en norsk håndboldspiller, som spiller i SG Flensburg-Handewitt og på Norges herrehåndboldlandshold.
Han deltog under EM i håndbold 2020 i Sverige/Østrig/Norge.